# Loïc Meillard
Loïc Meillard (Neuchâtel, 29 ottobre 1996) è uno sciatore alpino svizzero, campione del mondo nello slalom speciale e nella combinata a squadre a Saalbach-Hinterglemm 2025.

## Biografia

### Stagioni 2012-2016
Loïc Meillard, sciatore polivalente e fratello di Mélanie, a sua volta sciatrice alpina, ha esordito in gare FIS il 17 novembre 2011 nello slalom speciale disputato a Diavolezza, non riuscendo a completare la prova. L'11 gennaio 2014 ha debuttato in Coppa Europa nella discesa libera di Wengen, classificandosi 67º.
Il 10 gennaio 2015 ha esordito in Coppa del Mondo nello slalom gigante di Adelboden, senza qualificarsi, e il 28 gennaio successivo ha ottenuto la sua prima vittoria, nonché primo podio, in Coppa Europa, nello slalom gigante di Crans-Montana. Due mesi dopo ha conquistato tre medaglie ai Mondiali juniores di Hafjell: l'oro nella combinata, l'argento nello slalom gigante (giungendo 2º alle spalle del norvegese Henrik Kristoffersen) e il bronzo nel supergigante (preceduto dagli sloveni Miha Hrobat e Štefan Hadalin).

### Stagioni 2017-2023
Ai Mondiali di Sankt Moritz 2017, suo esordio iridato, si è classificato 21º nello slalom gigante. Ai Mondiali juniores di Are ha conquistato la medaglia d'oro nello slalom gigante e nella combinata. Ai XXIII Giochi olimpici invernali di Pyeongchang 2018, sua prima presenza olimpica, si è classificato 9° nello slalom gigante e 14º nello slalom speciale; il 19 dicembre dello stesso anno ha ottenuto il suo primo podio in Coppa del Mondo, nello slalom gigante disputato a Saalbach-Hinterglemm (2º).
Ai Mondiali di Åre 2019 è stato 4º nello slalom gigante e 14º nello slalom speciale; nella stagione seguente ha ottenuto la prima vittoria in Coppa del Mondo, il 9 febbraio a Chamonix in slalom parallelo, e ha vinto la Coppa del Mondo di slalom parallelo con 26 punti di vantaggio sul secondo classificato, il norvegese Rasmus Windingstad. Ai Mondiali di Cortina d'Ampezzo 2021 ha vinto la medaglia di bronzo sia nella combinata sia nello slalom parallelo, si è classificato 5º nello slalom gigante e non ha completato il supergigante e lo slalom speciale; l'anno dopo ai XXIV Giochi olimpici invernali di Pechino 2022 si è piazzato 5º nello slalom speciale e non ha completato lo slalom gigante e la combinata.

### Stagioni 2023-2025
Ai Mondiali di Courchevel/Méribel 2023 ha vinto la medaglia d'argento nello slalom gigante, si è piazzato 8º nel supergigante e 6º nella combinata e non ha completato lo slalom speciale; nella successiva stagione 2023-2024 in Coppa del Mondo è stato 2º sia nella classifica generale sia in quella di slalom gigante, superato in entrambi i casi da Marco Odermatt (rispettivamente di 874 e di 432 punti). I suoi podi stagionali sono stati 7, con 2 vittorie.
Ai Mondiali di Saalbach-Hinterglemm 2025 ha vinto la medaglia d'oro nello slalom speciale e nella combinata a squadre (in coppia con Franjo von Allmen) e quella di bronzo nello slalom gigante. In quella stagione 2024-2025 in Coppa del Mondo è stato 2º nella classifica di slalom speciale (superato da Kristoffersen di 52 punti) e 3º sia in quella generale sia in quella di slalom gigante; i suoi podi stagionali sono stati 8, con 3 vittorie.

## Palmarès

### Mondiali
- 6 medaglie:
  - 2 ori (slalom speciale, combinata a squadre a Saalbach-Hinterglemm 2025)
  - 1 argento (slalom gigante a Courchevel/Méribel 2023)
  - 3 bronzi (combinata, slalom parallelo a Cortina d'Ampezzo 2021, slalom gigante a Saalbach-Hinterglemm 2025)

### Mondiali juniores
- 5 medaglie:
  - 3 ori (combinata a Hafjell 2015, combinata, slalom gigante a Åre 2017)
  - 1 argento (slalom gigante a Hafjell 2015)
  - 1 bronzo (supergigante a Hafjell 2015)

### Coppa del Mondo
- Miglior piazzamento in classifica generale: 2º nel 2024
- Vincitore della Coppa del Mondo di slalom parallelo nel 2020
- 29 podi:
  - 7 vittorie
  - 13 secondi posti
  - 9 terzi posti

#### Coppa del Mondo - vittorie
| Data            | Località             | Paese       | Specialità |
| --------------- | -------------------- | ----------- | ---------- |
| 9 febbraio 2020 | Chamonix             | Francia     | PR         |
| 25 gennaio 2023 | Schladming           | Austria     | GS         |
| 3 marzo 2024    | Aspen                | Stati Uniti | SL         |
| 16 marzo 2024   | Saalbach-Hinterglemm | Austria     | GS         |
| 15 marzo 2025   | Hafjell              | Norvegia    | GS         |
| 16 marzo 2025   | Hafjell              | Norvegia    | SL         |
| 26 marzo 2025   | Sun Valley           | Stati Uniti | GS         |

Legenda:

GS = slalom gigante

SL = slalom speciale

PR = slalom parallelo

### Coppa Europa
- Miglior piazzamento in classifica generale: 6º nel 2016
- 8 podi:
  - 4 vittorie
  - 2 secondi posti
  - 2 terzi posti

#### Coppa Europa - vittorie
| Data             | Località      | Paese    | Specialità |
| ---------------- | ------------- | -------- | ---------- |
| 28 gennaio 2015  | Crans-Montana | Svizzera | GS         |
| 20 gennaio 2016  | Val-d'Isère   | Francia  | GS         |
| 21 gennaio 2016  | Val-d'Isère   | Francia  | GS         |
| 14 dicembre 2016 | Obereggen     | Italia   | SL         |

Legenda:

GS = slalom gigante

### Campionati svizzeri
- 10 medaglie[2]:
  - 5 ori (combinata nel 2015; combinata nel 2016; slalom speciale nel 2019; slalom gigante nel 2022; slalom gigante nel 2024)
  - 2 argenti (combinata nel 2018; slalom gigante nel 2019)
  - 3 bronzi (slalom gigante nel 2016; slalom gigante, combinata nel 2017)

## Statistiche

### Podi in Coppa del Mondo
| 1º     | 2º | 3º | 1º | 2º | 3º | 1º | 2º | 3º | 1º | 2º | 3º | 1º | 2º | 3º |   |    |
| 2015   |    |    |    |    |    |    |    |    |    |    |    |    |    |    |   | 0  |
| 2016   |    |    |    |    |    |    |    |    |    |    |    |    |    |    |   | 0  |
| 2017   |    |    |    |    |    |    |    |    |    |    |    |    |    |    |   | 0  |
| 2018   |    |    |    |    |    |    |    |    |    |    |    |    |    |    |   | 0  |
| 2019   |    |    |    |    | 1  |    |    | 1  |    |    |    |    |    |    |   | 2  |
| 2020   |    |    |    |    | 1  |    |    |    |    | 1  |    |    |    |    | 1 | 3  |
| 2021   |    |    |    |    | 1  | 1  |    |    |    |    |    |    |    |    |   | 2  |
| 2022   |    |    |    |    |    | 1  |    | 1  |    |    |    |    |    |    |   | 2  |
| 2023   |    |    | 1  | 1  |    | 1  |    | 1  | 1  |    |    |    |    |    |   | 5  |
| 2024   |    | 1  | 1  | 1  | 2  |    | 1  | 1  |    |    |    |    |    |    |   | 7  |
| 2025   |    |    |    | 2  | 1  |    | 1  | 2  | 2  |    |    |    |    |    |   | 8  |
| Totale | 0  | 1  | 2  | 4  | 6  | 3  | 2  | 6  | 3  | 1  | 0  | 0  | 0  | 0  | 1 | 29 |
| Totale | 3  | 3  | 3  | 13 | 13 | 13 | 11 | 11 | 11 | 1  | 1  | 1  | 1  | 1  | 1 | 29 |